# Ptolemaida (Cirenaica)

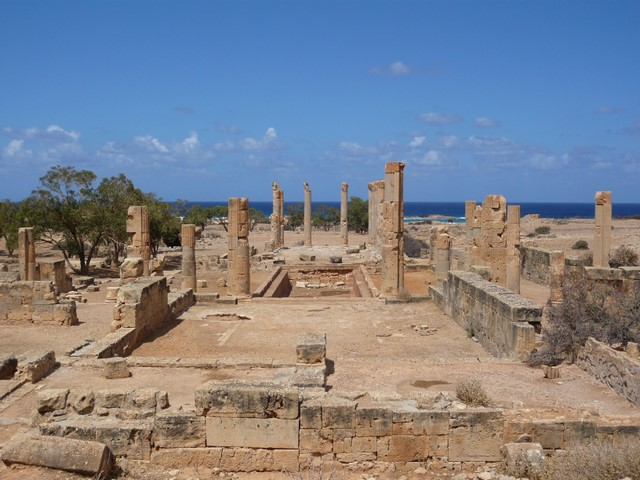
Vil·la de les Columnes

Ptolemais o Ptolemaida fou una de les capitals antigues de la Cirenaica. Probablement prengué el nom de Ptolemeu III. El seu nom llatí en època romana era Tolmeta, del qual deriva el nom de la ciutat líbia actual de Tolmeitha (طلميثة en àrab).
La ciutat fou fundada probablement als s. VII o VI ae per colons de Barca. Aviat es convertí en una de les ciutats estat fundadores de la Pentàpolis. L'any 331 ae la federació es dissolgué, després de lliurar-se totes les ciutats a Alexandre el Gran. Després de la seua mort, l'àrea s'integrà en l'Egipte ptolemaic. Al començament del s. I la zona fou conquistada per tropes romanes i esdevingué una província de l'imperi.
La Tolmeta romana mancava d'aigua, però els arquitectes romans construïren un aqüeducte des dels pujols i l'emmagatzemaren en divuit grans galeries situades sota el fòrum, d'uns catorze peus d'alt i deu peus d'ample. Aquestes galeries han sobreviscut i foren redescobertes durant l'ocupació italiana. Durant les operacions militars contra els rebels, es descobrí que aquests usaven l'espai subterrani com a amagatall; a dins podien ocultar-se fins a tres-centes persones.
Al 365 hi hagué a la zona un terratrèmol de grans proporcions que destruí les cinc ciutats més importants (Cirene, Apol·lònia, Arsínoe, Berenice i Barca). Ptolemaida hi sobrevisqué en condicions relativament bones i les autoritats s'hi mudaren. Funcionà com a capital de la Cirenaica fins al 428, quan els vàndals la destruïren. Durant el regnat de Justinià I, reconstruí la ciutat, però mai recuperaria la importància passada i tornà a ser assolada pels àrabs al s. VII.
Les ruïnes de la ciutat, enterrades a l'arena, s'han conservat molt bé. A l'oest de la ciutat hi ha un mausoleu imponent semblant a una torre, i també un teatre grec excavat al vessant de la muntanya propera. Es tracta probablement de l'única capital romana de província que es conserva en bones condicions. L'any 2001 una missió arqueològica de la Universitat de Varsòvia excavà el lloc. S'estima que la ciutat té 2 km² d'extensió, als quals cal afegir les muralles i la gran necròpoli que l'envolten.